# Before the Dawn (Kate Bush)
Before the Dawn è un album dal vivo della cantante britannica Kate Bush, pubblicato nel 2016 a nome The K Fellowship.

## Tracce

### Disco 1
1. Lily – 4:48
2. Hounds of Love – 3:33
3. Joanni – 6:07
4. Top of the City – 5:24
5. Never Be Mine – 5:55
6. Running Up That Hill (A Deal with God) – 5:40
7. King of the Mountain – 8:05

### Disco 2
1. The Astronomer's Call (spoken monologue) – 2:44
2. And Dream of Sheep – 3:37
3. Under Ice – 3:04
4. Waking the Witch – 6:38
5. Watching Them Without Her (dialogue)
6. Watching You Without Me – 4:23
7. Little Light – 2:08
8. Jig of Life – 4:11
9. Hello Earth – 7:55
10. The Morning Fog – 5:23

### Disco 3
1. Prelude – 1:55
2. Prologue – 10:10
3. An Architect's Dream – 5:22
4. The Painter's Link – 1:39
5. Sunset – 8:00
6. Aerial Tal – 1:30
7. Somewhere in Between – 6:59
8. Tawny Moon (performed by Albert McIntosh) – 6:08
9. Nocturn – 8:51
10. Aerial – 9:43
11. Among Angels – 5:48
12. Cloudbusting – 7:16